# کمیسیون بین‌المللی چینه‌شناسی

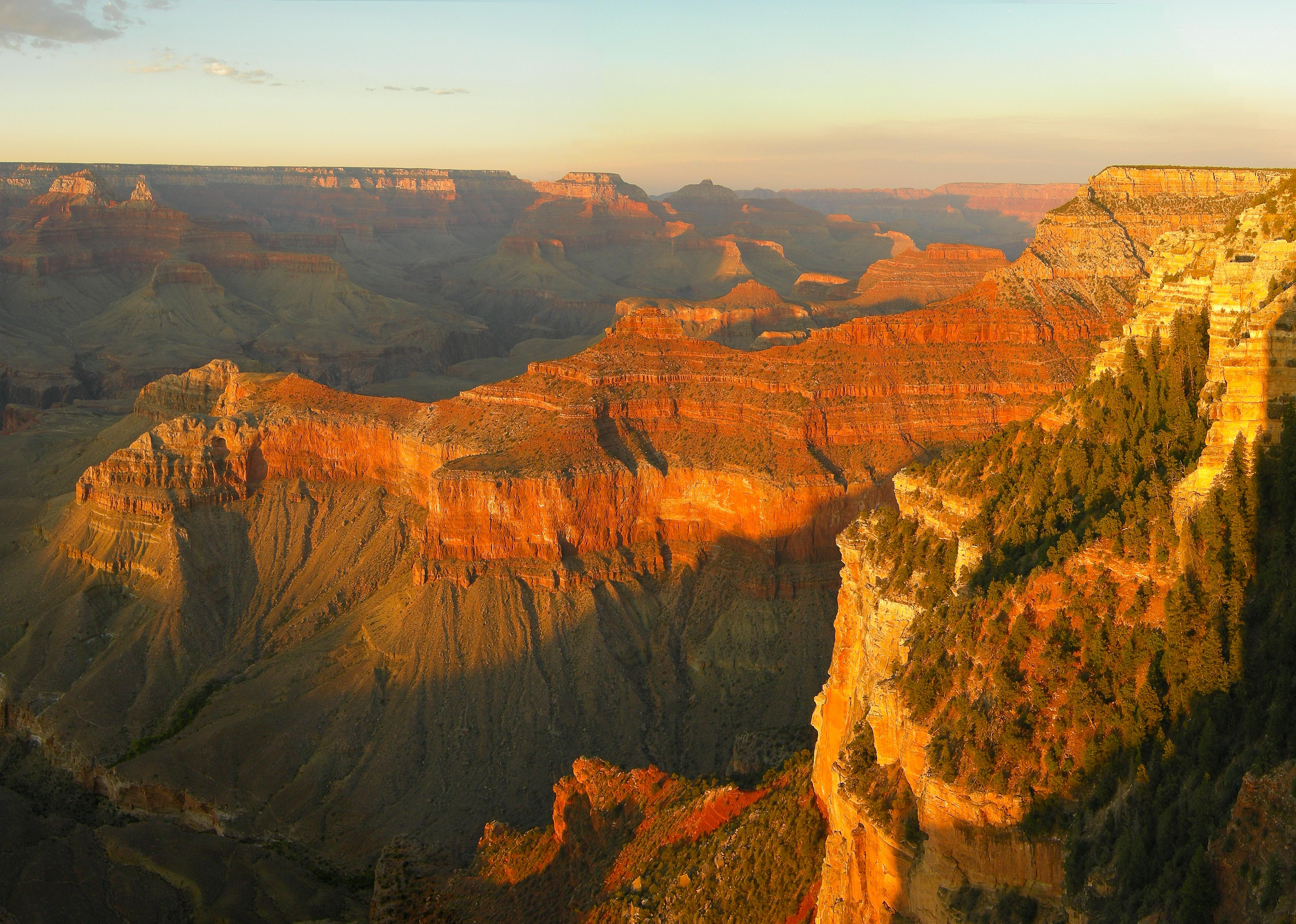
نمایش چینه‌ها، گراند کنیون در ایالت آریزونا، ایالات متحده آمریکا

کمیسیون بین‌المللی چینه‌شناسی (به انگلیسی: International Commission on Stratigraphy ICS) که گاهی به نام غیررسمی (چینه‌شناسی بین‌المللی) هم یاد شده یک پیش سازمان یا پیش کمیتهٔ فرعی است که دست اندرکار جستارهای (موضوعات) چینه‌شناسی، زمین‌شناسی، و کوشش‌های زمین‌گاه‌شناسی در مقیاس جهانی است. این نهاد خود کمیته‌ای از کمیته‌های انجمن بین‌المللی دانش زمین‌شناسی است و در آن جا بزرگ‌ترین شاخه در آن انجمن است و از ین رو است که در اصل ICS یک کمیتهٔ فرعی کار دائمی است که به‌طور منظم و بیش از جلسات برنامه‌ریزی شدهٔ چهارسالهٔ انجمن بین‌المللی دانش زمین‌شناسی؛ زمانی که به عنوان یک عضو کنگره شرکت می‌کند، همیشه به کار مشغول است.